# Frischgrün
Frischgrün ist ein Weiler im Gemeindebereich Seubersdorf im Landkreis Neumarkt in der Oberpfalz.
In den topografischen Karten wurde bis zur Ausgabe von 2003 als Ortsname Fischgrün angegeben. Die erste Nennung des Weilers erfolgte dort im Jahr 1955,  die weiteren Ausgaben waren von 1964, 1983, 1991, 1995 und 2003.
Der Weiler besteht aus vier Anwesen und liegt etwa einen Kilometer östlich von Batzhausen und rund 500 Meter südlich von Waldhausen an der Verbindungsstraße Batzhausen nach Eichenhofen.
Die Lage etwas außerhalb von Waldhausen an der im Zuge der Flurbereinigung neu gebauten Verbindungsstraße machte es auf behördliche Anregung im Jahr 1974 notwendig, diese drei (heute vier) Anwesen abzutrennen und zum selbständigen Weiler zu erheben. In der zweiten Hälfte des 19. Jahrhunderts befand sich hier das Anwesen Schwarzer-Häusl. Den Namen Frischgrün wählte der damalige Gemeinderat von Batzhausen, weil sich diese Bezeichnung aufgrund der landschaftlichen Umgebung mit einer Quelle und einem Hölzl so eingebürgert hatte.
Am 1. Mai 1978 kam Frischgrün durch die Eingemeindung von Batzhausen zur Gemeinde Seubersdorf.